# Marco Fodde
Marco Fodde (Roma, 23 dicembre 1953) è un fotografo e giornalista italiano.
Specialista fotografo del bianco e nero, conosciuto soprattutto come giornalista scientifico di riviste fotografiche come Fotografare e Fotografia Reflex, con cui ha collaborato scrivendo in più di vent'anni centinaia di articoli tecnici sulla fotografia come quelli riguardanti il sistema zonale e la misurazione degli alogenuri d'argento sulle pellicole, test ripresi da riviste fotografiche come anche dallo storico mensile britannico British Journal of Photography. Ha scritto anche otto pubblicazioni sulla fotografia, testi consigliati in alcune Accademie di Belle Arti italiane.

Autoritratto 2009

## Biografia
Si avvicinò alla fotografia in bianco e nero all'età di 13 anni, successivamente, come chimico, biologo e naturalista, laureato, cominciò a studiare l'elaborazione fotografica scientifica nelle tradizionali camere oscure. Con l'avvento della fotografia digitale si applicò per adattare la sua esperienza scientifica agli strumenti informatici, continuando ad approfondire i suoi studi in particolare nella fotografia IR  (Infrarosso) e UV (Ultravioletto) utilizzate in campo biologico e artistico.
Ha avuto una ventennale esperienza di collaborazione con le riviste Fotografare, Fotografia Reflex tra gli anni 1980 e 2008 con cui ha pubblicato oltre 300 articoli di tecnica fotografica. Con la Casa Editrice "LaFeltrinelli - Apogeo" ha realizzato 7 libri inerenti l'arte fotografica.

## La collaborazione con le riviste:FotografareeFotografia Reflex
La collaborazione complessiva ventennale di Marco Fodde con le due principali riviste del tempo Fotografare(1980-1985) e Fotografia Reflex(1989 -2008), ha contribuito alla divulgazione di particolari argomenti sia verso un pubblico professionale che amatoriale. Gli argomenti, alcuni inediti per l'epoca, hanno riguardato "la fotografia" in tutti i suoi essenziali aspetti: ripresa, tecnica fotografica, pellicole, chimica della fotografia e trattamento del materiale sensibile. Inoltre argomenti speciali per la camera oscura con tecniche particolari di sviluppo e stampa.

### "Fotografare"
La collaborazione di Fodde con la rivista "Fotografare" iniziata nel 1980 su richiesta dell'editore Cesco Ciapanna e proseguita per cinque anni, fu basata sulla rubrica mensile della rivista "Camera Oscura". In questo periodo Fodde scrive articoli inerenti a tecniche speciali di sviluppo e di stampa ed esegue test pratici e scientifici sul materiale sensibile: pellicole e carte fotografiche. In questo periodo esegue anche test e analisi chimiche sul contenuto degli alogenuri d'argento delle pellicole bianconero e colori che nel 1984 gli valsero una recensione sul British Journal of Photography.

#### Articoli su Fotografare (selezione)
- Fotografare di febbraio 1980, pagg. 70-74 : Elaborazione in Camera Oscura - Extracontrasto
- Fotografare di gennaio 1981, pagg. 56-60 : Gomma Bicromata, Disegno e Fotografia
- Fotografare di maggio 1981, pagg. 86-89 : Come si ottiene la Grana Ultrafine
- Fotografare di aprile 1982, pagg. 56-61 : Test Agfa Cibachrome e Kodak: La stampa diretta
- Fotografare di maggio 1982, pagg. 32-34 : Rubrica Camera Oscura - Test: Sviluppi liquidi o in polvere?
- Fotografare di gennaio 1983, pagg. 40-41 : Rubrica Camera Oscura - Pellicole infrarosso
- Fotografare di agosto 1983, pagg. 14-17 : Rubrica Camera Oscura - Esposizione e Compensazione
- Fotografare di marzo 1984, pagg. 24-26 e 64-65 : Contenuto Argento pellicole a colori
- Fotografare di agosto 1984, pagg. 38-41 : Rubrica Camera Oscura - Sviluppo ad alta temperatura
- Fotografare di febbraio 1985, pagg. 25-31 : Rubrica Camera Oscura - la Camera Oscura
- Fotografare di marzo 1985, pagg. 20-23 : Rubrica Camera Oscura - Test Rivelatori
- Fotografare di Agosto 1985, pagg. 17-22 : Rubrica Camera Oscura - Gigantografia

### "Fotografia Reflex"
La collaborazione con la rivista Fotografia Reflex inizia nel 1989 su richiesta dell'editore Giulio Forti e riguarda una serie di articoli inediti (quattordici) denominati Dalla realtà al Bianconero, il primo in luglio 1989. Questi articoli si caratterizzavano per due importanti focus: Ripresa dello stesso soggetto sia a colori (realtà) sia in bianconero e indicazioni, passo dopo passo, della previsualizzazione del soggetto, la sua "esposizione manuale ponderata" e fino al trattamento del materiale sensibile in camera oscura.

Il metodo di esposizione manuale ponderata" fu messo a punto proprio dallo stesso Fodde. Questi articoli costituirono poi l'ultimo capitolo del libro commissionato dall'editore Giulio Forti a Fodde dal titolo: La fotografia in bianconero (edizioni: Reflex 2000). In questo libro Fodde descrive la fotografia bianconero analogica, dalla ripresa allo sviluppo e alla stampa del materiale sensibile esponendo anche tecniche speciali di stampa analogica strumentale.

Nel 1991, inoltre, sempre per la rivista Fotografia Reflex, Fodde curerà anche la rubrica "Camera Oscura" per la quale concepisce articoli tecnici inerenti alla fotografia bianconero ma anche a colori, sia in chiave analogica che in chiave digitale. Vengono inoltre pubblicati in esclusiva, tre metodi inediti ideati proprio da Fodde sui seguenti temi:
- Stampante e ingranditore: come stampare un'immagine digitale su carta all'alogenuro d'argento (su "Fotografia Reflex" di giugno 2001, pagg. 54-57)
- Tutto a fuoco : HFR metodo per ottenere tutto a fuoco (su "Fotografia Reflex" di luglio 2007, pagg. 60-64)
- Zone digitali - Trasposizione del Sistema Zonale di A. Adams in digitale (su "Fotografia Reflex" di dicembre 2008, pagg. 84-88)

#### Articoli su Fotografia Reflex (selezione)
- Fotografia Reflex di gennaio 1989, pagg. 69-71 : Test carte Ilfod Multigrade II
- Fotografia Reflex di luglio 1989, pagg. 60-63 : Dalla realtà al Bianconero
- Fotografia Reflex di maggio 1990, pagg. 78-79 : Copertina di Marco Fodde e articolo Kodak T-Max
- Fotografia Reflex di giugno 1991, pagg. 96-97 : Rubrica Camera Oscura: Scelta della sviluppatrice
- Fotografia Reflex di novembre 1991, pagg. 88-91 : Rodinal Agfa
- Fotografia Reflex di marzo 1992, pagg. 96-99 : Fine art nella scelta delle pellicole
- Fotografia Reflex di agosto 1998, pagg. 48-51 : Bianconero filtrazioni di contrasto: Cosa sapete sui filtri?
- Fotografia Reflex di ottobre 1998, pagg. 40-45 : Fine art: Diventare padroni della scala tonale
- Fotografia Reflex di marzo 1999, pagg. 40-43 : Test pellicole Ilford-Kodak
- Fotografia Reflex di marzo 2000, pagg. 60-65 : La stampa in Bianconero
- Fotografia Reflex di marzo 2002, pagg. 70-73 : Inquadrature armoniche
- Fotografia Reflex di agosto 2002, pagg. 48-51 : Pellicole per l'impossibile
- Fotografia Reflex di agosto 2003, pagg. 54-57 : La Pre-Esposizione
- Fotografia Reflex di settembre 2003, pagg. 86-89 : Bianconero capire le Zone
- Fotografia Reflex di ottobre 2003, pagg. 58-61 : Chiavi di contrasto
- Fotografia Reflex di settembre 2005, pagg. 82-85 : Scienza e Fotografia
- Fotografia Reflex di settembre 2006, pagg. 80-85 : Restauro immagini Bianconero
- Fotografia Reflex di ottobre 2007, pagg. 62-67 : Luminosità e contrasto bianconero digitale
- Fotografia Reflex di maggio 2008, pagg. 92-94 : Proiezione digitale

## Sistemi e test: dal sistema zonale al test sulla misurazione degli alogenuri d'argento sulle pellicole analogiche

### Sistema zonale
In un articolo di Fotografia Reflex di dicembre 2008, a firma di Marco Fodde, viene spiegato ed illustrato in dettaglio il sistema zonale di Ansel Adams. L'articolo descrive il metodo da lui ideato per applicare il sistema zonale in post-produzione, descrivendo le differenze fra i due metodi: zonale analogico e zonale digitale:

#### Sistema zonale analogico
Per comprendere il sistema zonale di Ansel Adams è fondamentale conoscere l'interazione fra esposizione, gamma dei grigi e tempo di sviluppo. Nonostante il metodo scientifico applicato da Adams, egli non tenne conto dei soggetti in movimento e della fotografia dinamica in genere. Tutti gli autori prescelti dal noto fotografo statunitense erano infatti statici: soltanto questi infatti permettono «una ponderata analisi tonale» imposta dal quel metodo. Il sistema zonale analogico inoltre richiede uno sviluppo separato per ogni fotogramma, tanto che non è adatto per formati minori come il 35mm, limitazione dovuta al fatto che il fotografo dovrebbe avere a disposizione un corpo macchina da dedicare ad ogni tipologia di "Zona" (N+1, N-1, N). Infine la difficoltà di operare sia nei diversi passaggi di ripresa che in quelli di camera oscura lo rende poco versatile con pochissime possibilità di correzioni qualora si verificasse qualche errore di processo.

#### Sistema zonale digitale
Il sistema zonale digitale avviene in post produzione dell'immagine digitale ripresa direttamente in bianconero o sull'immagine a colori convertita in bianconero. Con la fotografia digitale in post produzione il sistema zonale "classico" si evolve e assume una valenza molto più speculativa. La principale differenza con il metodo tradizionale analogico sta nel fatto che la modifica delle zone avviene in post produzione sul file digitale. Tale file può essere sia su un originale in scala di grigi, sia su un originale a colori poi convertito con un software in bianconero.
Il sistema zonale digitale ha una valenza unica ed insostituibile: Decidere a posteriori, con ponderazione e senza paura di sbagliare il risultato avendo la possibilità di visualizzare a monitor ogni piccola variazione tonale. Un'estensione di questo sistema può anche essere applicato in maniera differenziata agendo solo su porzioni dell'immagine.

Questo metodo in sinergia con altri strumenti disponibili da formato RAW e Livelli che coinvolgono anche la calibrazione della luminosità e del contrasto e la filtrazione di contrasto digitale, assumono conseguenze che permettono scelte tonali analogicamente impossibili con il sistema zonale analogico, per cui la tecnologia digitale del sistema zonale permette efficacia nella calibrazione dei grigi nelle immagini bianconero non solo nella semplice immagine, ma anche in porzioni di essa. Inoltre mentre quella analogica risente della tipologia del soggetto che deve essere assolutamente statico, quella digitale può operare su soggetti sia statici che dinamici visto che viene "lavorata" in post produzione.

### Test sulla misurazione degli alogenuri d'argento sulle pellicole
In due articoli su Fotografare di febbraio 1982 e di marzo 1984, Fodde spiega per la prima volta un test per la misurazione del contenuto di argento metallico da alogenuro d'argento nelle pellicole bianconero e a colori. Per il test sulle pellicole a colori il suo articolo viene ripreso due mesi dopo la pubblicazione sull'italiano Fotografare dallo storico mensile britannico The British Journal of Photography dell'8 maggio 1984.

#### Contenuto di argento metallico da alogenuro d'argento nelle pellicole a colori
Fodde dopo aver effettuato l'analisi chimica del quantitativo d'argento da alogenuro d'argento su 10 pellicole di marchi importanti (Kodak, Agfa, Ilford, Peruchrome, Sakurachrome, 3M, Fujichrome e Revue Superchrome) ha tratto le seguenti conclusioni:

L'indagine ha dimostrato che in quelle che erano considerate "pellicole moderne" dell'epoca, il contenuto d'argento non era (come si pensava) direttamente proporzionale alla sensibilità delle pellicole secondo cui: maggiore sensibilità  =  maggiore quantitativo d'argento. Infatti nelle formule di preparazione delle emulsioni erano presenti sostanze chimiche sensibilizzanti che supplivano alla necessaria maggior quantità di alogenuro di argento per aumentare la sensibilità delle emulsioni sensibili. Inoltre, a contribuire alla sensibilità dell'emulsione, in carenza di alogenuro d'argento, concorreva positivamente la struttura cristallografica degli alogenuri d'argento (porosità del cristallo) delle nuove formulazioni.

Dal profilo economico la struttura cristallografica le moderne pellicole dell'epoca aveva determinato un sicuro contenimento delle spese, ovvero un maggior guadagno, per realizzare materiale sensibile risparmiando sull'alogenuro necessario nella preparazione di emulsioni sensibili.

## Otto libri: dal bianco e nero "analogico" a quello "digitale" e fotografia all'infrarosso
Tutti i testi di Marco Fodde trattano l'argomento "Fotografia" seguendo due direttrici precise e fondamentali: la ripresa e la post-produzione. La bibliografia dell'autore parte dalla fotografia analogica con le tecniche di ripresa, sviluppo e stampa oltre la formulazione di speciali rivelatori per il trattamento del materia sensibile bianconero in camera oscura (La fotografia bianconero - dicembre 2000, Edizioni Reflex) per approdare alla fotografia digitale (bianconero e colore) con cinque testi editi da Apogeo-Feltrinelli e in cui ogni testo, la fotografia viene spiegata dall'autore secondo il binomio inscindibile ripresa - postproduzione.
- La fotografia in bianconero

(pubblicato a dicembre 2000 per le Edizioni Reflex)
Un libro dedicato esclusivamente alla fotografia bianconera analogica. Parte dalla ripresa e le sue complessità relative all'esposizione attraverso tre sistemi efficienti (per l'autore: "quasi infallibili"), per approdare allo sviluppo delle stampe in camera oscura. Didattico il capitolo "Dalla realtà al bianconero" in cui l'autore spiega la realizzazione di dieci fotografie in bianconero e lo fa dall'inquadratura all'analisi esposimetrica e fino allo sviluppo e alla stampa. Ogni fotografia delle dieci esemplificate, ha il suo riferimento in quella che l'autore chiama "situazione vera", ovvero da quella fotografata a colori.
- L'arte della fotografia digitale in bianconero

(pubblicato a settembre 2009 - seconda edizione settembre 2015 per le Edizioni Apogeo - Feltrinelli)
In questo libro l'autore "trasforma" il computer in una sorta di camera oscura digitale per lo sviluppo e l'elaborazione della fotografia bianconero. Che si parta da uno scatto trasferito dalla fotocamera o dal recupero di un negativo effettuato tramite uno scanner, l'autore spiega con esempi e immagini come esaltare la creatività attraverso la valorizzazione di luci, ombre e contrasti per creare immagini dove il grigio acquista "una nuova dimensione". Tra gli argomenti del testo, è spiegata teoria e pratica della fotografia digitale bianconero e in particolare del Sistema Zonale Digitale messo a punto dall'autore , "il restauro" delle immagini bianconero e la tecnica dell'HFR (Hight Focus Range) anch'essa ideata dall'autore.
- Fotografia digitale Fine Art

(pubblicato a febbraio 2012 per le Edizioni Apogeo - Feltrinelli)
In questo testo l'autore affronta argomenti specifici sulla "ripresa" e "sulla post-produzione" e termina con un capitolo inedito sulla stampa digitale delle immagini bianconero. Tecnica e creatività con molteplici esempi pratici che mirano a fornire gli strumenti necessari alla creazione della fotografia belle arti. Si affrontano i temi legati all'elaborazione professionale delle immagini, le tecniche di sharpening cromatico fornendo gli strumenti per interpretare, esaltare o nascondere ogni piano che compone l'immagine fotografica.
- L'arte della fotoelaborazione digitale a colori

(pubblicato a novembre 2013 per le Edizioni Apogeo - Feltrinelli)
Il tema dominante di questo testo è la fotografia a colori digitale fin dalla ripresa con l'analisi della percezione dei colori, la loro associazione armonica e come correggere, elaborare ed esaltare la creatività in ogni immagine attraverso l'interpretazione della realtà. Per analizzare questo progetto, l'autore spiega nel testo le tecniche di elaborazione digitale realizzate al computer attraverso software come Photoshop e Camera RAW e altri ancora. Inoltre sono analizzati gli effetti fotografici di vari plug-in, il ritocco fotografico a colori e la stampa digitale a colori.
- Fotografare in bianconero

(pubblicato nel 2020 per le Edizioni Apogeo - Feltrinelli)

In questo libro Marco Fodde raccoglie i suoi cinquant'anni di esperienza in campo fotografico concentrandosi sulla ripresa in bianconero come espressione artistica della realtà. Il focus non è l'elaborazione dell'immagine digitale ma il percorso di crescita che porta il fotografo a osservare il mondo da un punto di vista prima di cercare di fissarlo nei propri scatti. Chiedersi il "perché" prima del "come" è il tema centrale di questo testo. Il testo prende in considerazione la comprensione dei principi stessi della fotografia, ovvero le basi per esprimere immaginazione e creatività e, attraverso la valorizzazione di luci, ombre e contrasti, dare vita a immagini dove il grigio può essere valorizzato in gamme di tonalità diverse. Un testo pensato sia per chi voglia intraprendere e capire a fondo l'arte fotografica sia per chi - già fotografo esperto - desideri esplorare le potenzialità espressive della ripresa in bianconero.
- Restauro e ritocco fotografico

(pubblicato nel 2021 per le Edizioni Apogeo - Feltrinelli)
In questo libro Fodde  affronta il restauro di immagini fotografiche: una disciplina affascinante e allo stesso tempo complessa, soprattutto se eseguita con tecniche analogiche che richiedono attrezzature e competenze specifiche. Inoltre, viene dimostrato come l'elaborazione digitale grazie a software e strumenti dedicati consente di riportare a nuova vita anche uno scatto e una stampa deteriorati dal tempo. Dopo aver analizzato le differenze tra restauro analogico e digitale il libro passa alle tecniche di riproduzione normale e speciale in infrarosso e ultravioletto.  Arricchito da esempi pratici di restauri di complessità diversa, questo volume è un testo pensato sia  per gli appassionati che vogliono andare oltre il semplice editing e scoprire come un professionista lavora per dare nuova vita a qualsiasi tipo di immagine.

## Opere
- Marco Fodde, La fotografia in bianconero, Roma, Editrice Reflex, 2000.
- Marco Fodde, L'arte della fotografia digitale in bianconero, Milano, Feltrinelli Apogeo, 2009, ISBN 978-88-503-2885-7.
- Marco Fodde, Fine art, Milano, Feltrinelli Apogeo, 2012, ISBN 978-88-5033-115-4.
- Marco Fodde, L'arte della fotoelaborazione digitale a colori, Milano, Feltrinelli Apogeo, 2013, ISBN 978-88-503-3276-2.
- Marco Fodde, L'arte della fotografia digitale in bianconero, Milano, Feltrinelli Apogeo, 2015, ISBN 978-88-503-3356-1.
- Marco Fodde, Fotografare in bianconero. Guida alla ripresa fine art, Milano, Feltrinelli Apogeo, 2020, ISBN 978-88-503-3520-6.
- Marco Fodde, Restauro e ritocco fotografico - Le tecniche, i trucchi e gli strumenti dei professionisti, Milano, Feltrinelli Apogeo, 2021, ISBN 978-88-503-3586-2.
- Marco Fodde, Fotografare Infrarosso: Come fotografare in infrarosso a colori e bianconero, Amazon, 2023, ISBN 979-12-210-4897-1.

## Galleria d'immagini

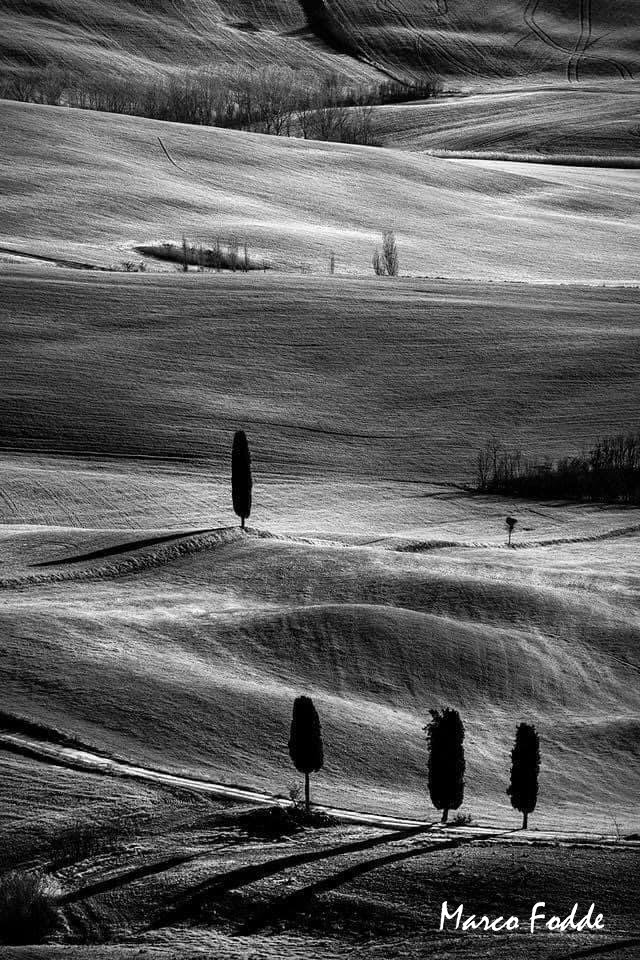
Val d'Orcia in B/N (2018)
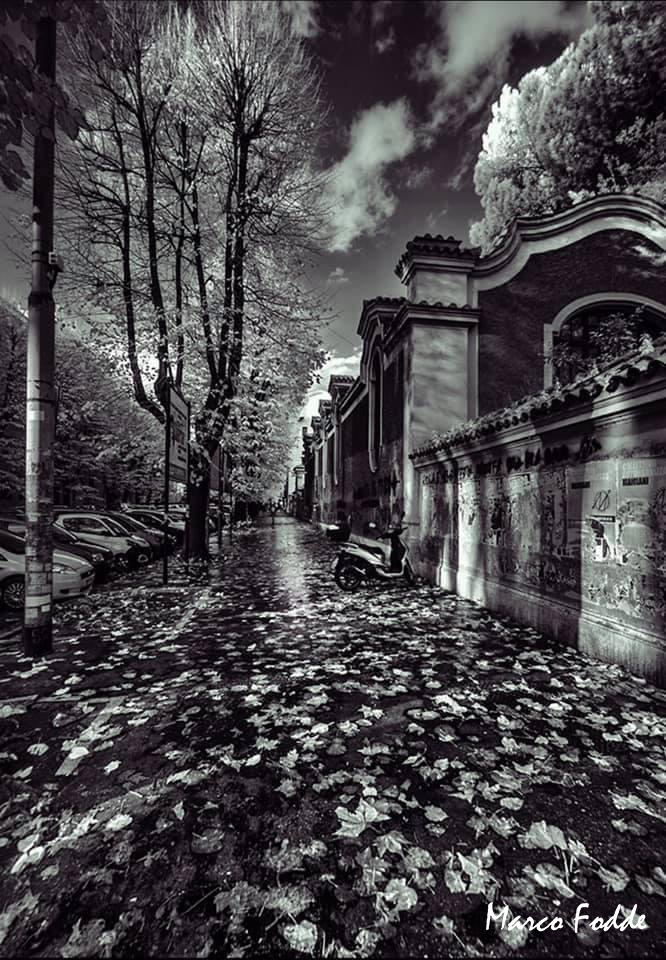
Roma in B/N (2017)
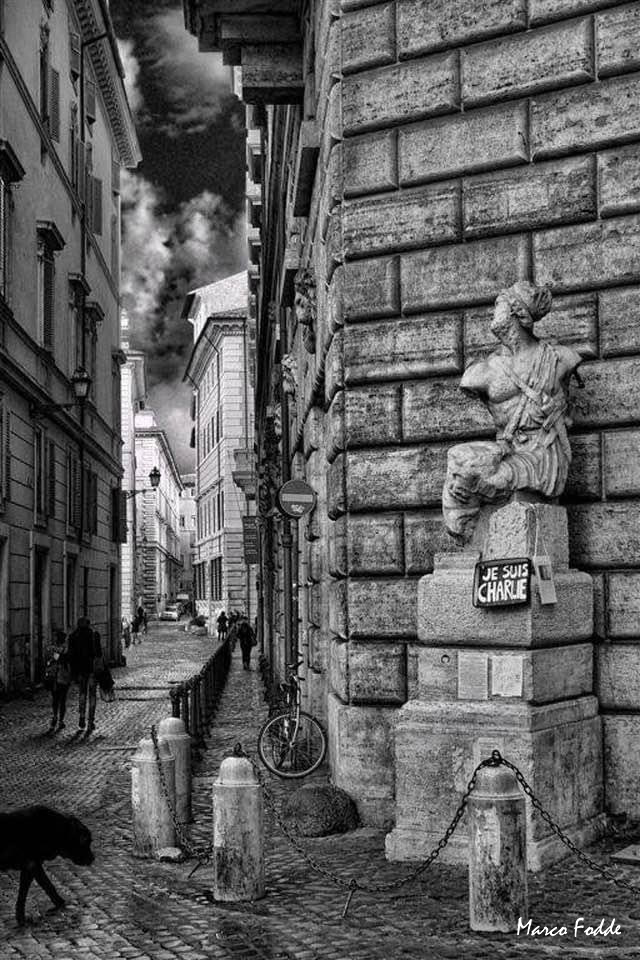
Roma in B/N (2015)
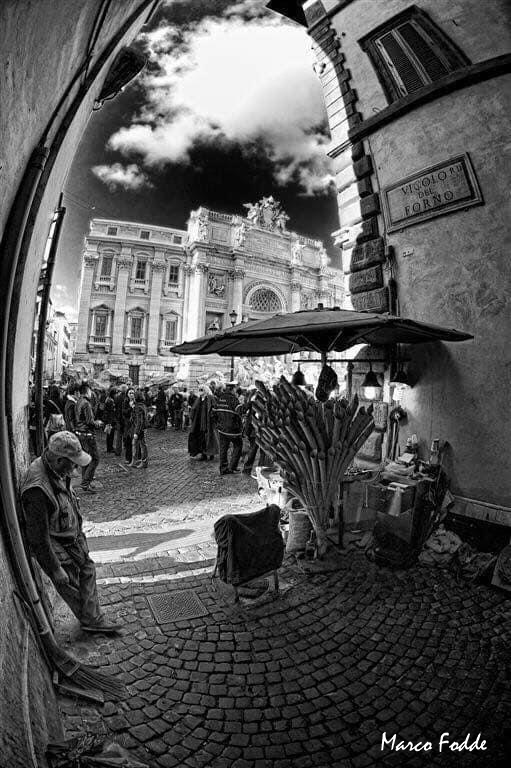
Roma in B/N (2000)
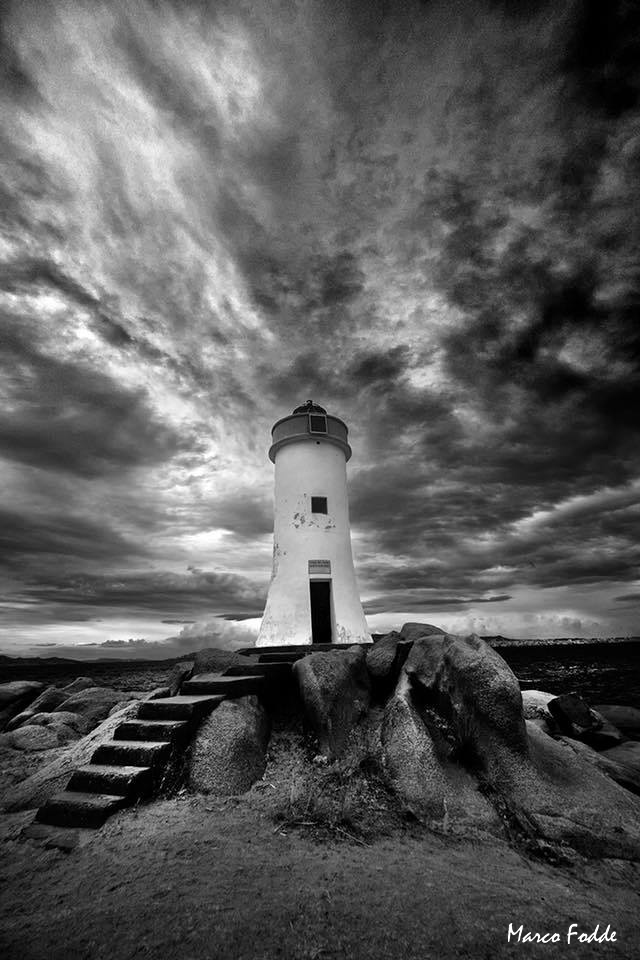
Gallura in B/N (2018)
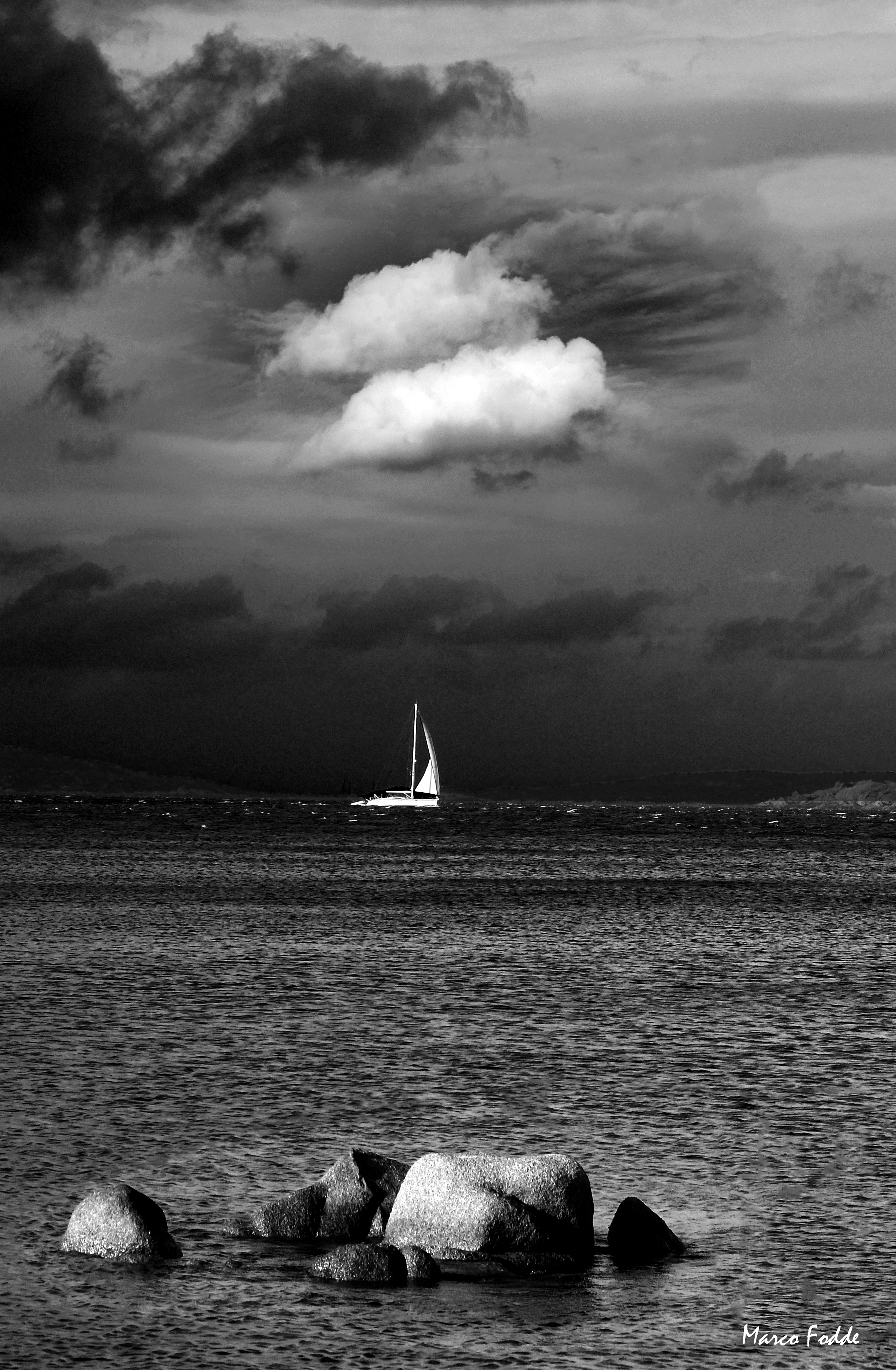
Gallura in B/N (2014)
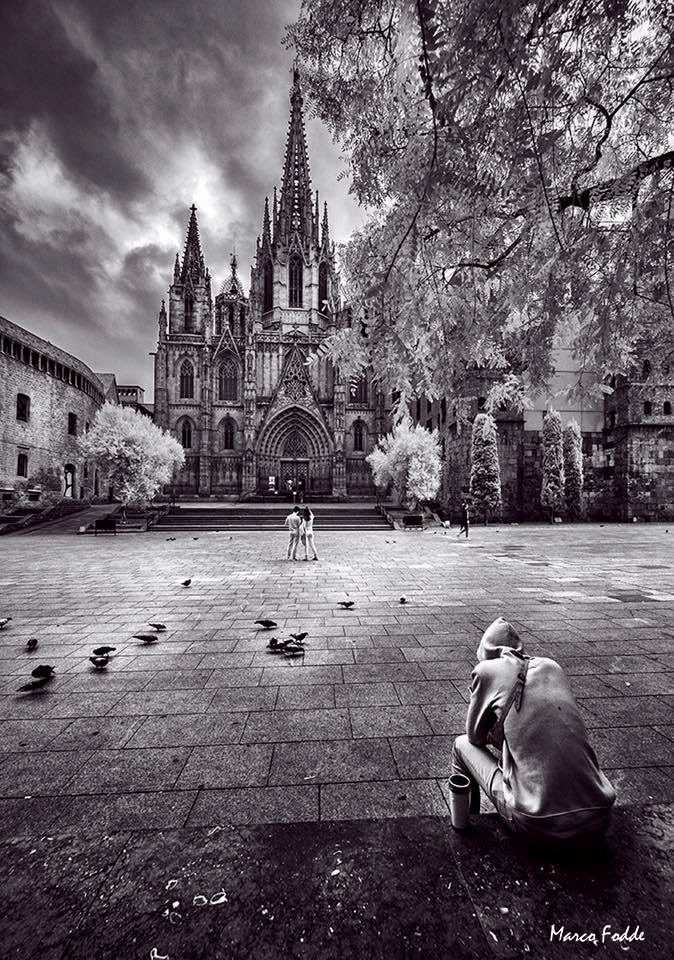
Barcellona in B/N (2018)
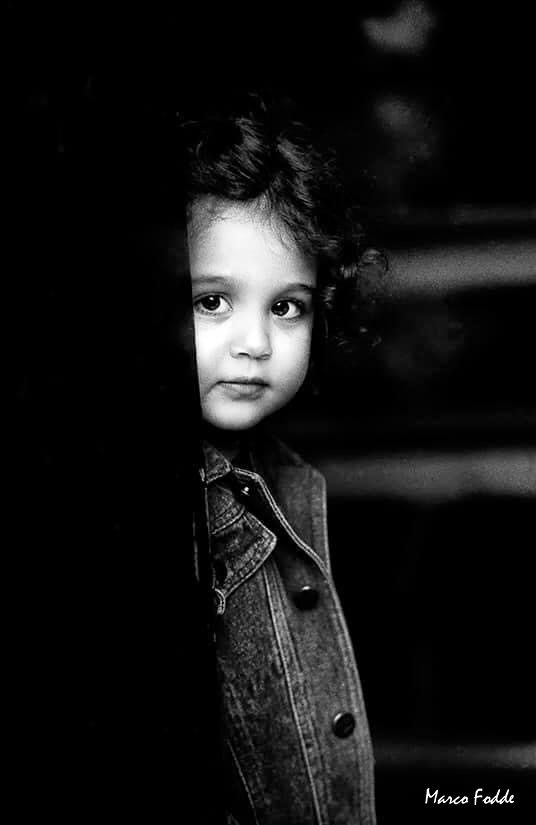
Jada in B/N (1990)
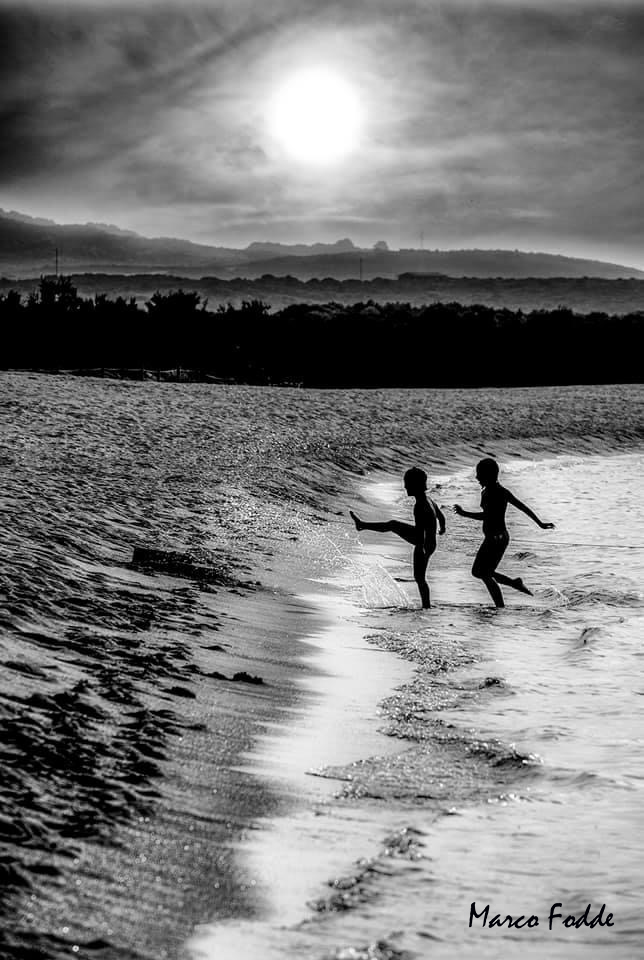
Sardegna in B/N (2019)